# Агрохим (клуб по хоккею с мячом)
«Агрохи́м» — команда по хоккею с мячом из города Березники Пермской области, существовавшая с 1937 по 2002 год.

## История
Команда была организована в 1937 году при Березниковском химическом комбинате им. Ворошилова. Годом позже дебютировала в Кубке СССР. Следующее участие в этом турнире состоялось лишь в 1992 году. В советские годы выступала во второй лиге и Первенстве РСФСР.
В 1989 году в команду пришел главный тренер Евгений Выборов, впоследствии получивший также должность президента клуба. Он пригласил хоккеистов, не сумевших зарекомендовать себя в командах высшей и первой лиги. В 1990 году спонсором клуба стало предприятие «Уралкалий», и прежнее название клуба — «Азот» — было заменено на «Агрохим».
В 1991 году клуб занял второе место в первой группе второй лиги и заработал повышение в классе. Двумя годами позже березниковцы были вторыми в финальном турнире первой лиги, завоевав путевку в элиту.
Лучшим сезоном в элите для областной команды стал сезон 1997/1998, когда под руководством Алексея Разуваева «Агрохим» занял пятое место в чемпионате, уступив в 1/4 плей-офф «Сибскане», и третье — в кубке страны.
В следующем сезоне на пост вице-президента и главного тренера был назначен Валерий Маслов. Команда входит в плей-офф, но уступает в первом же раунде, и Маслов оставляет тренерский пост. Его занимает Юрий Почкунов. Два сезона «Агрохим» стабильно держится в середине таблицы, в команде постепенно появляются воспитанники местной школы.
В сезоне 2001/2002 «Агрохиму» удалось избежать вылета, заняв предпоследнее место, но  из-за внутренних конфликтов городская администрация и ОАО «Уралкалий» отказали в финансировании, а третий учредитель — ОАО «Азот», заявил, что не в состоянии в одиночку содержать команду. В апреле 2002 года было объявлено, что «Агрохим» не примет участие в чемпионате России 2002/2003, а в сентябре клуб был ликвидирован.

## Достижения
- Бронзовый призёр Кубка России 1998

В чемпионатах СССР
- Лучший результат — 2-е место в первой группе второй лиги

В чемпионатах России
- Лучший результат — 5-е место (сезон 1997/1998)
- Рекордсмены по числу игр — Алексей Крашенинников (225)
- Лучший бомбардир — Алексей Фошин (150 мячей)